# Pipe Bueno (álbum)
Pipe Bueno es el álbum debut del cantante de música popular colombiano Pipe Bueno.

## Lista de canciones
| N.º | Título                   | Duración |  |
| 1.  | «Recostada en la cama»   | 3:18     |  |
| 2.  | «No voy a morir»         | 3:30     |  |
| 3.  | «No me busques»          | 3:01     |  |
| 4.  | «Te Parece Poco»         | 3:50     |  |
| 5.  | «Que vienes a buscar»    | 3:06     |  |
| 6.  | «Tu viaje me duele»      | 3:20     |  |
| 7.  | «No me arrepiento»       | 3:26     |  |
| 8.  | «Cómo Diablos»           | 3:14     |  |
| 9.  | «Para que sufras»        | 3:28     |  |
| 10. | «Quiero hacerte el amor» | 3:24     |  |
| 11. | «Para que regreses»      | 3:22     |  |
| 12. | «Gasolinera»             | 3:18     |  |
| 13. | «No me digas que no»     | 2:49     |  |
| 14. | «Si yo fuera ladrón»     | 3:02     |  |

## Versiones
La canción Te parece poco fue versionada por Toby Love en versión urbana en colaboración con Farruko.
- Datos: Q20015618